# Chiroubles (Roine)
Chiroubles és un municipi francès situat al departament del Roine i a la regió d'Alvèrnia-Roine-Alps. L'any 2007 tenia 354 habitants.

## Demografia

### Població
El 2007 la població de fet de Chiroubles era de 354 persones. Hi havia 144 famílies de les quals 40 eren unipersonals (24 homes vivint sols i 16 dones vivint soles), 60 parelles sense fills, 40 parelles amb fills i 4 famílies monoparentals amb fills.
La població ha evolucionat segons el següent gràfic:
Habitants censats

### Habitatges
El 2007 hi havia 199 habitatges, 151 eren l'habitatge principal de la família, 23 eren segones residències i 25 estaven desocupats. 187 eren cases i 11 eren apartaments. Dels 151 habitatges principals, 100 estaven ocupats pels seus propietaris, 35 estaven llogats i ocupats pels llogaters i 16 estaven cedits a títol gratuït; 1 tenia una cambra, 6 en tenien dues, 17 en tenien tres, 39 en tenien quatre i 88 en tenien cinc o més. 123 habitatges disposaven pel capbaix d'una plaça de pàrquing. A 85 habitatges hi havia un automòbil i a 57 n'hi havia dos o més.

### Piràmide de població
La piràmide de població per edats i sexe el 2009 era:
| Homes | Edats   | Dones |
| ----- | ------- | ----- |
| 0     | 95 o +  | 0     |
| 0     | 90 a 94 | 4     |
| 0     | 85 a 89 | 0     |
| 4     | 80 a 84 | 8     |
| 12    | 75 a 79 | 8     |
| 12    | 70 a 74 | 12    |
| 8     | 65 a 69 | 4     |
| 8     | 60 a 64 | 8     |
| 4     | 55 a 59 | 0     |
| 16    | 50 a 54 | 12    |
| 12    | 45 a 49 | 20    |
| 12    | 40 a 44 | 0     |
| 16    | 35 a 39 | 12    |
| 8     | 30 a 34 | 12    |
| 16    | 25 a 29 | 20    |
| 12    | 20 a 24 | 0     |
| 0     | 15 a 19 | 8     |
| 0     | 10 a 14 | 8     |
| 8     | 5 a 9   | 8     |
| 12    | 0 a 4   | 24    |

## Economia
El 2007 la població en edat de treballar era de 224 persones, 188 eren actives i 36 eren inactives. De les 188 persones actives 177 estaven ocupades (97 homes i 80 dones) i 11 estaven aturades (2 homes i 9 dones). De les 36 persones inactives 13 estaven jubilades, 16 estaven estudiant i 7 estaven classificades com a «altres inactius».

### Ingressos
El 2009 a Chiroubles hi havia 163 unitats fiscals que integraven 390 persones, la mediana anual d'ingressos fiscals per persona era de 13.437,5 €.

### Activitats econòmiques
Dels 16 establiments que hi havia el 2007, 1 era d'una empresa alimentària, 1 d'una empresa de construcció, 6 d'empreses de comerç i reparació d'automòbils, 2 d'empreses d'hostatgeria i restauració, 2 d'empreses immobiliàries, 2 d'empreses de serveis i 2 d'empreses classificades com a «altres activitats de serveis».
Els 2 serveis als particulars que hi havia el 2009 eren restaurants.
L'únic establiment comercial que hi havia el 2009 era una carnisseria.
L'any 2000 a Chiroubles hi havia 76 explotacions agrícoles que ocupaven un total de 488 hectàrees.

## Equipaments sanitaris i escolars
El 2009 hi havia una escola elemental.

## Poblacions més properes
El següent diagrama mostra les poblacions més properes.